# Cuphea viscosissima

Cuphea viscosissima es una especie de planta de la familia Lythraceae, es nativa de los Estados Unidos y es un potencial recurso para la producción de aceite comestible para los humanos. 